# Dmochy-Mrozy
Dmochy-Mrozy – wieś w Polsce położona w województwie podlaskim, w powiecie wysokomazowieckim, w gminie Czyżew.
| SIMC    | Nazwa        | Rodzaj    |
| ------- | ------------ | --------- |
| 0396162 | Dmochy-Kudły | część wsi |

W latach 1975–1998 miejscowość administracyjnie należała do województwa łomżyńskiego.
Wierni kościoła rzymskokatolickiego należą do parafii św. Apostołów Piotra i Pawła w Czyżewie.

## Historia
Pod koniec XIX w. Dmochy-Mrozy były jedną ze wsi okolicy szlacheckiej Dmochy, należącej do powiatu ostrowskiego, gmina Dmochy-Glinki, parafia Czyżewo.
W roku 1827 okolicę, należącą do parafii Andrzejów, tworzyły:
- Dmochy-glinki, 12 domów i 78. mieszkańców
- Dmochy-kąbórki, 2 domy i 8. mieszkańców
- Dmochy-kudły, 3 domy i 21. mieszkańców
- Dmochy-marki, 3 domy i 15. mieszkańców
- Dmochy-mrozy, 7 domów i 56. mieszkańców. Pod koniec XIX w. 9 domów i 53. mieszkańców
- Dmochy-przeczki, 6 domów i 39. mieszkańców
- Dmochy-radzanki, 7 domów i 56. mieszkańców
- Dmochy-sadły, 4 domy i 31. mieszkańców. Pod koniec XIX w. 2 domy i 29. mieszkańców
- Dmochy-wochy, 12 domów i 60. mieszkańców. Pod koniec XIX w. 13 domów i 98. mieszkańców
- Dmochy-wypychy, 14 domów i 83. mieszkańców

Dmochy-bombole liczyły 2 domy i 8. mieszkańców.
W 1921 r. naliczono tu 8 budynków z przeznaczeniem mieszkalnym oraz 53. mieszkańców (27. mężczyzn i 26 kobiet). Narodowość polską podały 52. osoby, a 1. inną.